# Luftangriffe auf Pirna
Die südöstlich von Dresden gelegene Stadt Pirna (1939: 36.000 Einwohner) wurde am 15. Februar, am 2. März und am 19. April 1945 von der 8. Luftflotte der US-Luftwaffe und am 8. Mai 1945 von sowjetischen Luftstreitkräften angegriffen. Beim schwersten Angriff der USAAF am 19. April 1945 warfen 115 viermotorige Boeing B-17 „Flying Fortress“ 337 Tonnen Sprengstoff als „Bombenteppiche“ auf Ziele in Pirna. Dieser Angriff galt besonders der Elbbrücke und Eisenbahnanlagen, traf aber auch Wohn- und Industriebereiche, sowie den Friedhof. Bei den Luftangriffen wurden insgesamt 312 Menschen getötet, die weitaus meisten waren Zivilisten.

## Luftschutz
Pirna (36.000 Einwohner) ist ein südöstlich von Dresden gelegener Verkehrsknotenpunkt und Industriestadt. Es war im Zweiten Weltkrieg ab 1940 „Luftschutzort 1. Ordnung“, hatte aber keine schwere oder mittlere Flak und keine Betonbunker. Neben den ausgebauten Luftschutzkellern in öffentlichen, betrieblichen und privaten Gebäuden wurden im Kriegsverlauf zahlreiche gedeckte Splittergräben in der Stadt angelegt. In Berghänge wurden Luftschutzstollen getrieben. Ein vernetztes derartiges Tunnelsystem gab es in der „Viehleite“. Ein geplantes und begonnenes Großprojekt gab es zur Untertunnelung des Sonnensteins, mit Schutzplätzen für 6.000 Menschen. Ein vermauerter Eingang dazu existiert noch am westlichen Sonnensteinhang. Neben kleineren wurde ein großer Löschwasserteich vor der Sparkasse an der Grolmannstraße angelegt. Die Feuerwehr war mit Fahrzeugen und Spritzen motorisiert. Da viele ihrer Männer zum Fronteinsatz abgezogen waren, wurde sie zunehmend durch HJ- und Frauen-Feuerwehr und ausländische Hilfskräfte ergänzt. Während der Luftangriffe auf Dresden war die Pirnaer Wehr dort mehrmals im Einsatz, auch ein „Hilfszug Pirna“ des DRK für technische und medizinische Unterstützung. 1943 starben bei einem Luftangriff auf Berlin 11 dort als Luftwaffenhelfer eingesetzte Pirnaer Oberschüler. In und um Pirna gab es Reservelazarette und Hilfskrankenhäuser.

## Der Luftangriff auf die Südvorstadt am15. Februar 1945
Abgesehen vom Abwurf von drei Sprengbomben der RAF, die am 3. September 1941 in der Porschendorfer Flur abgeworfen worden waren, ohne Schaden anzurichten, war die Stadt Pirna als „Luftschutzort I. Ordnung“ bis 1944 von Bombenangriffen verschont geblieben. Als Folge der schweren, mehrtägigen Luftangriffe auf Dresden, wurden ab 13. Februar 1945 und in der Zeit danach, auch in Pirna viele Verletzte (Verbrennungen) und Rauchgasvergiftete aus Dresden aufgenommen und betreut.

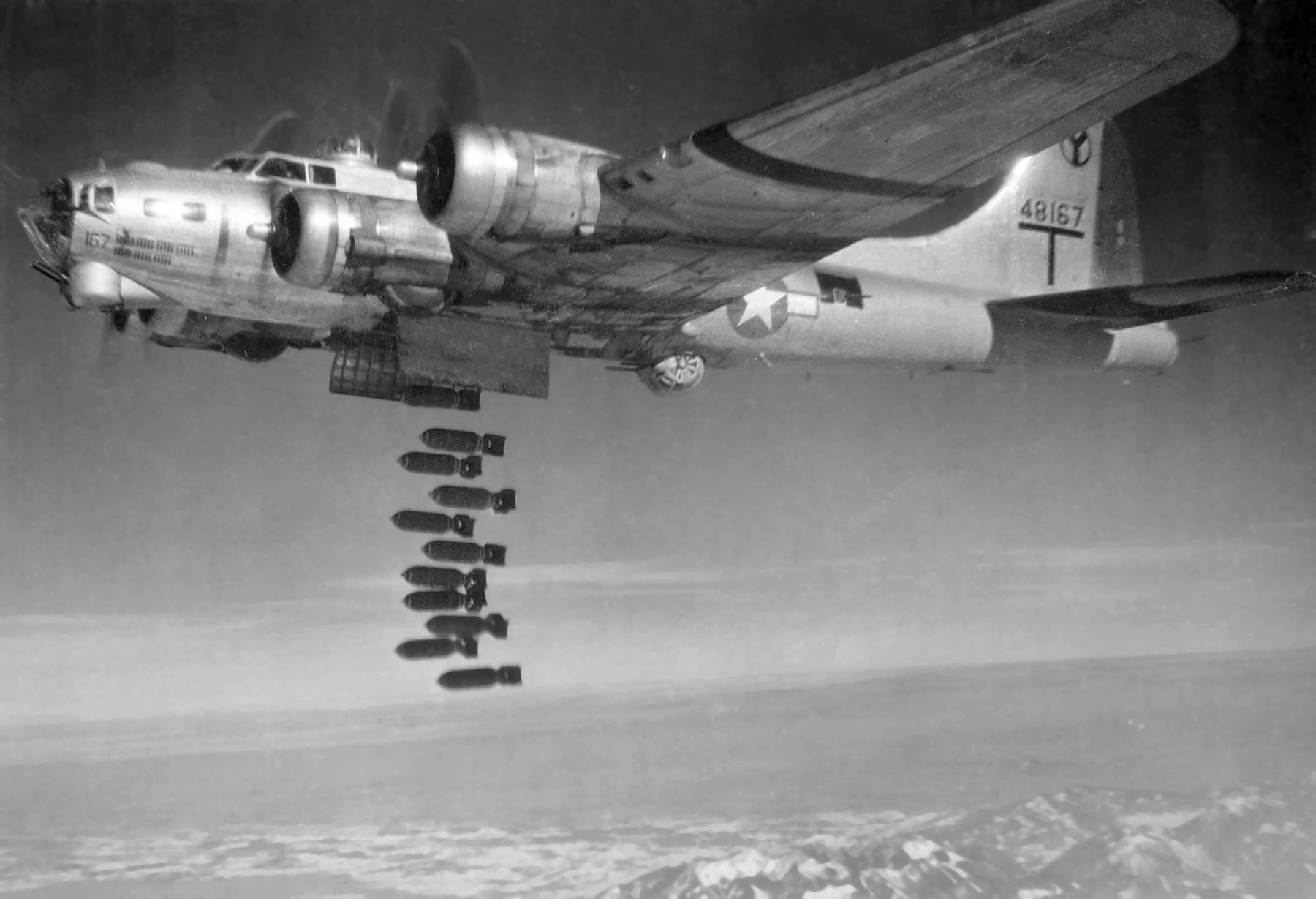
Boeing B-17G „Flying Fortress“

Am 15. Februar 1945 fielen nach Fliegeralarm gegen 12.00 Uhr aus wolkenverhangenem Himmel 430 Sprengbomben (zu 250 Pfund) auf die Pirnaer Südvorstadt, auf die neue Hermann-Göring-Siedlung. Sie wurden von 24 (zwei Staffeln) Boeing B-17 „Flying Fortress“ abgeworfen. Diese sollen den 18 Kilometer entfernten Verschiebebahnhof Dresden-Friedrichstadt zum Ziel gehabt haben. Die Behörden der Stadt Pirna meldeten: „Terrorangriff auf die Hermann-Göring-Siedlung. 47 Tote, viele Verletzte. 12 Totalschäden an Wohngebäuden, 39 mittelschwere Schäden und 270 leicht beschädigte Gebäude“. Ein Wehrmachtbunker erhielt einen Volltreffer. 31 Soldaten starben, in der Siedlung waren es sieben Frauen und sieben Kinder. 22 Menschen wurden schwer verwundet. 226 Menschen wurden obdachlos, „ausgebombt“. Von Wohngebäuden total zerstört waren 12, schwer beschädigt 19 und mittelschwer getroffen 20. 100 Bombentrichter wurden im Bereich der „Viehleite“ gezählt.
An diesem Tag warfen 210 B-17-Bomber, eskortiert von einer großen Anzahl Begleitjäger P-51 Mustang und geleitet von Bodenradar H2X, 462 Tonnen Bomben auf das benachbarte Dresden als „Sekundärziel“ ab (Primärziel: Hydrierwerk Ruhland/Schwarzheide).

## Bomben auf das Pirnaer Umland am2. März 1945
Am 2. März 1945 bombardierten 406 amerikanische B-17-Bomber mit 1.081 Tonnen Bomben, begleitet von P-51-Mustang-Langstreckenjägern, erneut die Stadt Dresden als „Sekundärziel“ (Primärziel: Hydrierwerk Ruhland/Schwarzheide). Bei wolkenbedecktem Himmel erfolgte in den Mittagsstunden ein „Zufallsbombardement“ auf das Umland von Pirna. Betroffen waren das Dorf Borsberg, Graupa, Pirna-Jessen, Birkwitz und Naundorf. Die größten Zerstörungen gab es in Borsberg und Birkwitz. In Graupa wurden zwei Wohnhäuser und die Schule getroffen, in der zwei Menschen starben. In Jessen richteten 1.300 Spreng- und Brandbomben viele Brände und Zerstörungen an. Acht Gebäude wurden total und 56 Häuser teilweise vernichtet, ebenso 13 Gewächshäuser. Insgesamt gab es 14 Tote: 11 in Borsberg, 2 in Graupa und einer in Birkwitz.

## Schwerer Luftangriff auf Pirna am19. April 1945

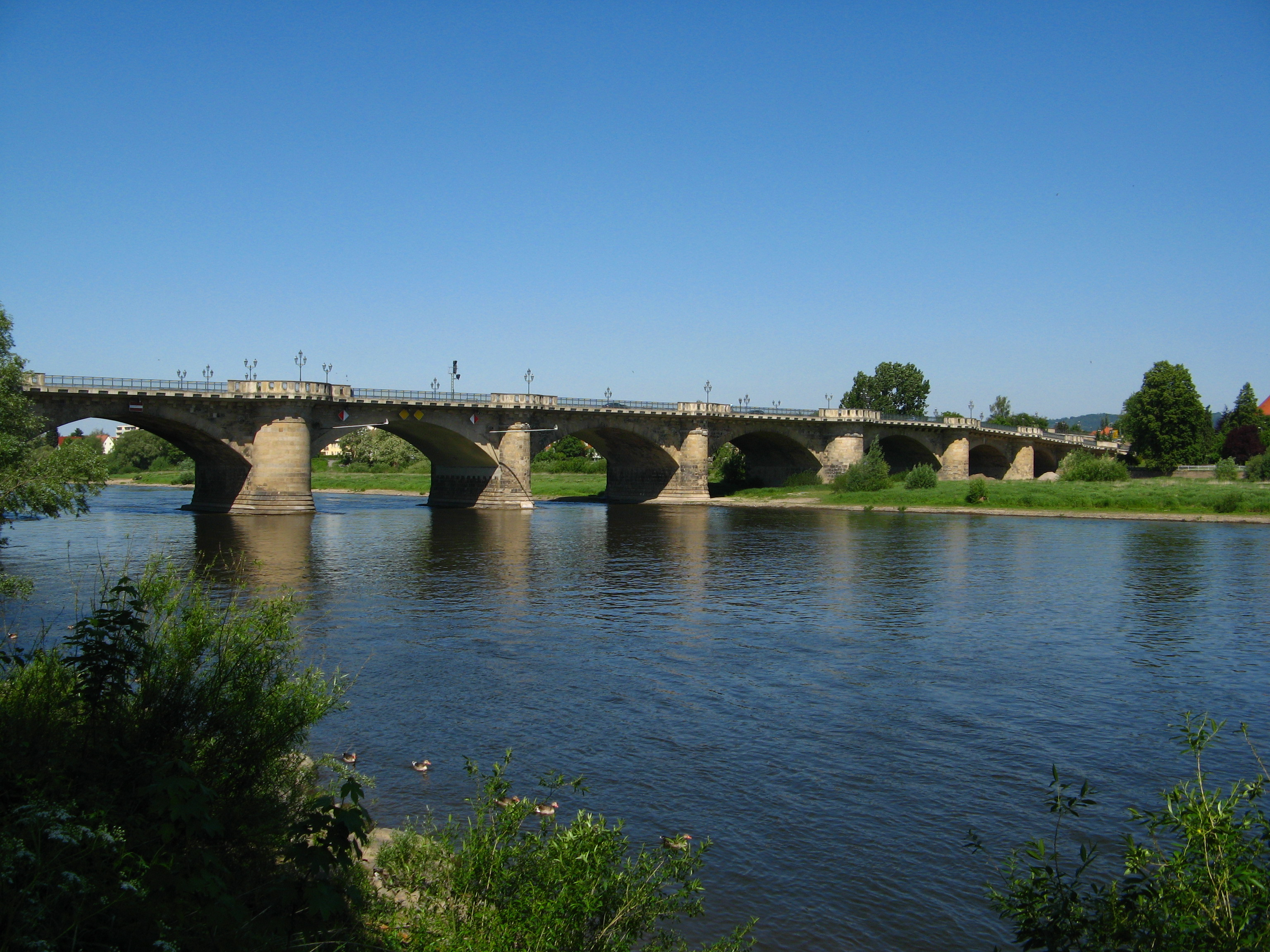
Wiederaufgebaute Alte Elbebrücke Pirna (2007), zerstört am 19. April 1945

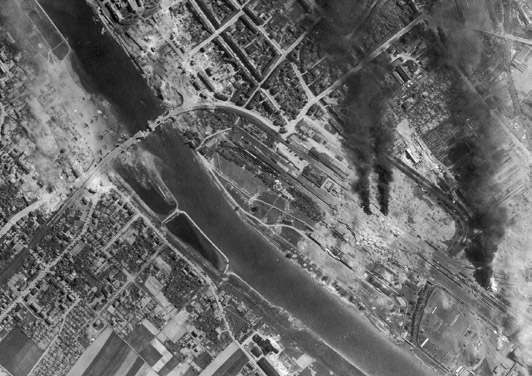
Aufklärungsbild nach dem Luftangriff am 19.04. Zu sehen sind die zerstörte Brücke und die Brände auf dem Bahnhofsgelände

Die 3. Luftdivision der 8. US-Luftflotte griff am 19. April von 12:05 bis 12:20 Uhr Pirna als Primärziel mit 115 B-17 „Flying Fortress“ an. Diese warfen 337 Tonnen Sprengbomben auf Ziele in der Stadt. Es waren 171 Bomben zu 1000 Pfund und 1007 Bomben zu 500 Pfund. Die Sicht war „ausgezeichnet“, es konnte visuell gezielt werden. Eine große Zahl von P-51 Mustang betätigten sich als Eskorte und als „Freelance Support Bombers“. Die kombinierte Eisenbahn- und Straßenbrücke über die Elbe wurde bei dem Angriff ausgeschaltet. Viele Bomben fielen auch in den Fluss.
Die folgenden Einzelheiten stammen von Götz Bergander. Zwei Teppiche aus 500-Pfund-Sprengbomben und zwei Teppiche aus 1.000-Pfund-Sprengbomben trafen die Elbbrücke und ihre Zufahrten. Zwei Träger der Eisenbahnbrücke und zwei bis drei Bögen der Straßenbrücke wurden zerstört. Zwei Teppiche trafen das bebaute Gebiet der Stadt und die Brückenzufahrten. Das Bahnhofsgelände wurde unter Einsatz von 500-lb.-Minenbomben mit 250 Voll- und Nahtreffern eingedeckt, die sich zu Kraterfeldern verdichteten. Alle Haupt- und Nebengleise wurden unterbrochen. Zahlreiche Waggons lagen durcheinandergeworfen zwischen den Gleistrümmern, Ölwaggons mit pechschwarzen Rauchfahnen. Lokschuppen und Drehscheibe hatten Volltreffer erhalten. Getroffen wurden auch die Gußstahlwerke in der Dresdner Straße und das Zellstoffwerk. Auf den Friedhof an der Dippoldiswalder Straße fielen als Teppich über 100 Bomben. 760 Wohnungen wurden zerstört (456 völlig vernichtet, 304 weitere nicht mehr bewohnbar). Totalschäden an Gebäuden traten auf in der Klosterstraße, der Geibeltstraße, am Hindenburgplatz (Dohnaischer Platz) und am Klostergäßchen. Schwer beschädigt wurden Gebäude in der Dohnaischen Straße, Feistenberg, am Hauptplatz, der Klosterstraße, der Lauterbachstraße, am Klostergäßchen und Klosterhof. Die Klosterkirche wurde ebenfalls getroffen. Auch rechts der Elbe in Pirna-Copitz traten schwere Schäden auf, besonders in Brückennähe. Betroffen waren hier: die Pratzschwitzer Straße, Hauptstraße, Schulstraße, Fährstraße, der Uferweg und der Hauptplatz. Vom Hotel „Adams Hof“ in Copitz blieben nur Trümmer. Nicht betroffen war die vielhundertjährige Pirnaer Altstadt.
Getötet wurden an diesem Tag auf Pirnaer und Copitzer Seite der Elbe nach bisherigen Angaben 203 Zivilisten und 20 Soldaten. Das 2020 veröffentlichte „Verzeichnis der Opfer des Bombenangriffs vom 19. April 1945“ führt sehr detailliert 215 zivile Bombenopfer an diesem Tage an: bis auf vier Ostarbeiterinnen und einen russischen SS-Mann sind es Deutsche. Unter ihnen befinden sich 37 Kinder und Jugendliche, ganze Familien wurden ausgelöscht. Die Beisetzungen erfolgten überwiegend auf dem Friedhof Pirna, 40 auf dem Friedhof Graupa und einige außerhalb. Nicht alle Toten konnten in Särgen bestattet werden. Waren keine Angehörigen vorhanden oder war eine Identifikation nicht möglich, kamen die Opfer in Sammelgräber.
Unter den Opfern im Bahnhofsbereich waren zahlreiche Eisenbahner.
Es war nur leichte Flak – zum Teil auf einem Flakzug – im Einsatz, die gegen die in großer Höhe operierenden Bomber nichts ausrichten konnte und mit entsprechenden Verlusten an Flak-Soldaten vernichtet wurde. Bei Prag gestarteten Strahljägern Me 262 gelang der Abschuss von fünf „Fliegenden Festungen“. Von deren Besatzungsmitgliedern kamen 25 ums Leben und 22 in Kriegsgefangenschaft. Ein Mustang-Begleitjäger wurde durch ein sowjetisches Jagdflugzeug abgeschossen.

## Sowjetischer Luftangriff am8. Mai 1945
Bei einem sowjetischen Luftangriff am 8. Mai, vom späten Vormittag bis gegen 13:00 Uhr, wurden Ziele in der Innenstadt getroffen und zum Teil schwer beschädigt. Dazu gehörten das Gaswerk, das Möbelwerk und Wohngebäude: in der Bahnhofstraße, der Rathausstraße, der Dresdner Straße, der August-Bebel-Straße und Heinrich-Heine-Straße. 28 Einwohner fanden dabei den Tod, weitere wurden verwundet.

## Todesopfer der Luftangriffe

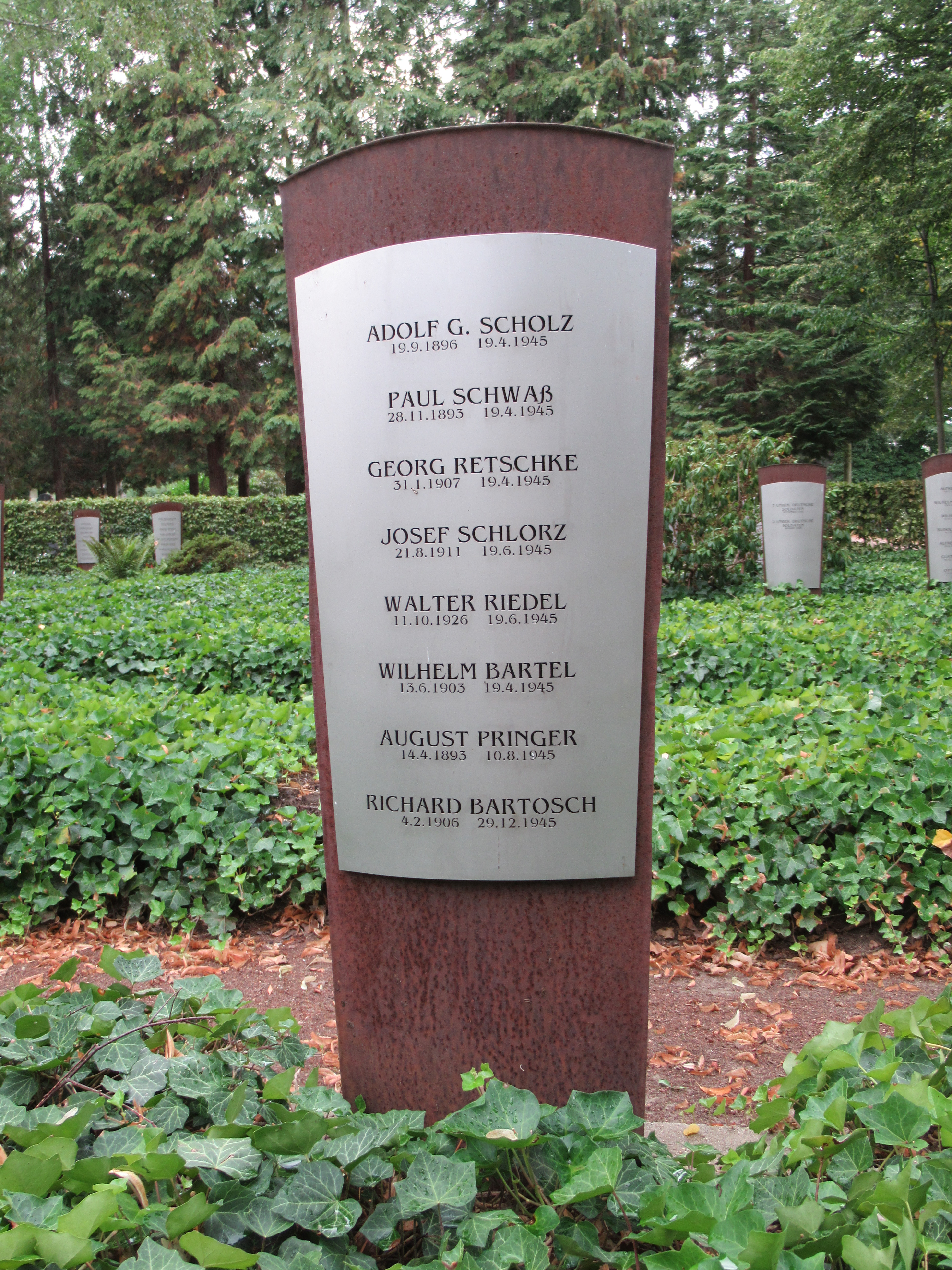
Friedhof mit Soldaten: Tod am 19. April 1945

Die Addition der Todesopfer der Luftangriffe auf Pirna 1945 ergibt eine Zahl von 324 (davon 51 Soldaten). Im Einzelnen waren es: 47 Tote am 15. Februar (davon 31 Soldaten), 14 Tote am 2. März, 235 Tote am 19. April (davon 20 Soldaten), 28 Tote am 8. Mai 1945 (x Soldaten). Die Toten wurden nicht auf einer besonderen Abteilung, sondern verteilt auf dem gesamten – durch die Bombardierung am 19. April reduzierten – Friedhof Pirna beigesetzt. Es gibt keinen speziellen Gedenkort für die Bombenopfer, ein Teil von ihnen wird auf dem bis 2003/2014 neugestalteten Soldatenfriedhof (mit etwa 520 Beigesetzten) zu finden sein. „522 Soldaten sowie Zivilisten , die im Zweiten Weltkrieg ums Leben kamen, wurden hier bestattet. Zu DDR-Zeiten hat man die Gräber zwar nicht einebnen lassen, aber niemand fühlte sich so richtig verantwortlich. Das Areal verlotterte sehr“ (Friedhofsverwalterin Anett Hauschild). Bis 2003 dauerte die Neugestaltung (auch mit Fördermitteln vom Volksbund Deutsche Kriegsgräberfürsorge), die 2014 mit wetterfesten Edelstahlplatten für die Grabzeichen vollendet war. Besondere Verdienste bei Erhaltung und Neugestaltung der Gräber hat sich (der 2017 verstorbene) Joachim Wolf erworben.